# アントワーヌ・ガラン

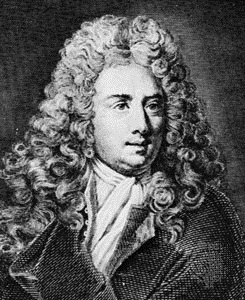
アントワーヌ・ガラン

アントワーヌ・ガラン（Antoine Galland、1646年4月4日 - 1715年2月17日）は、フランスの東洋学者。『千夜一夜物語』を翻訳し、はじめてヨーロッパに紹介した。

## 生涯
ガランは、1646年パリ近郊のロロで生まれた。家族についてはよくわかっていない。幼い頃からギリシャ語、ラテン語を学び、15歳でパリに出て高等教育機関コレージュ・デュプレシスへ入学、その後コレージュ・ド・ロワイヤルでヘブライ語やアラビア語も学び、王立図書館の東洋諸語写本の目録作成に携わる。この作業を通じてペルシア語、オスマン語などにも親しむようになった。
1670年、在イスタンブールのフランス大使となったノワンテル侯爵の随員としてはじめて中東に足を踏み入れる。5年に渡る駐在中にオスマン語、アラビア語、ペルシア語を本格的に学ぶかたわら、写本や古銭の蒐集に勤しむ。1679年に外交使節に任命されたギラーク伯爵に同行、1688年までの滞在中は前回同様写本や古銭の蒐集にあたる。帰国後、コレージュ・ド・ロワイヤルのシリア語教授バルテレミ・デルブロ（Barthélemy d'Herbelot）の大著『東方全書 Bibliothèque orientale』（1697年）の編輯を引継ぎ、東方文化の西洋への紹介に尽力した。なおこの『東方全書』は、西欧世界初のイスラーム百科事典と言えるもので、その増補版が『イスラーム百科事典』へと繋がっている。
1690年代末に、ガランはアラビア語の古写本に記された物語をフランス語に翻訳した。後に「シンドバード航海記」として世界中に広まった物語である。訳了した頃、この物語が「アルフ・ライラ・ワ・ライラ」と題する長大な物語の一部であることを聞きつけたガランは、出版を保留し写本を探し始め、1701年に3巻本の「アルフ・ライラ・ワ・ライラ」の写本を入手した。なお、この本（現在ガラン写本と呼ばれる）は15世紀頃シリアで成立したものと考えられており、まとまった形の物としては現存最古の『千夜一夜物語』の写本である。ガランはこの写本を翻訳し、1704年から1706年にかけて全7巻を出版した。ガランは、この写本は不完全で続きがあるはずだと探している間に、書店主はガランが訳した別の物語と、別人がオスマン語の写本から訳した物語を一つにして、1709年に第8巻として出版してしまう。
1709年、ガランはアレッポ出身のマロン派教徒ハンナ・ディヤープ（別名:ジャン・バティスト・ディアブ）から、いくつかの『千夜一夜物語』とは関係ないと思われるアラブの話を聞く。それにガランは手を加え再話したものを『千夜一夜物語』の第9-12巻として出版した（ガラン没後2年後の1717年に完結）。その中には『千夜一夜物語』の中でも有名作である「アラジン」や「アリババ」を含んでいる。